# Thalassoma rueppellii
Thalassoma rueppellii là một loài cá biển thuộc chi Thalassoma trong họ Cá bàng chài. Loài này được mô tả lần đầu tiên vào năm 1871

## Từ nguyên
Từ định danh của loài này được đặt theo tên của nhà tự nhiên học Eduard Rüppell, người đã dày công nghiên cứu về các loài cá ở Biển Đỏ.

## Phạm vi phân bố và môi trường sống
T. rueppellii có phạm vi phân bố ở Tây Bắc Ấn Độ Dương, và là loài đặc hữu của khu vực Biển Đỏ. T. rueppellii sinh sống xung quanh các rạn san hô viền bờ ở độ sâu đến 30 m.

## Mô tả
T. rueppellii có chiều dài cơ thể tối đa được ghi nhận là 20 cm. Vây đuôi có viền màu đỏ ở rìa trên và dưới; lõm sâu ở. Cơ thể cá đực trưởng thành có màu xanh lục lam nhạt với một đường sọc ngang màu đỏ hồng từ sau đầu kéo dài đến cuống đuôi. Hai bên thân có các vạch sọc đứng màu hồng. Đầu màu đỏ tía với nhiều vệt sọc màu xanh lục ở mỗi bên má và các mảng màu hồng tím. Vây hậu môn và vây lưng đều có màu vàng; dải hồng sát gốc vây hậu môn và dải đỏ ở giữa vây lưng (dọc theo chiều dài vây). Vây ngực và vây bụng hơi ánh màu xanh lam nhạt. Cá cái và cá đực nhỏ có màu sắc ít sặc sỡ hơn cá đực. Cá con có màu nâu đỏ với một dải sọc trắng từ mõm băng dài đến cuống đuôi.
Số gai ở vây lưng: 8; Số tia vây mềm ở vây lưng: 13; Số gai ở vây hậu môn: 3; Số tia vây mềm ở vây hậu môn: 11.

## Sinh thái và hành vi
Thức ăn của T. rueppellii chủ yếu là các loài thủy sinh không xương sống ở đáy biển. T. rueppellii được ghi nhận là đã lai tạp với loài họ hàng là Thalassoma lunare.
T. rueppellii được đánh bắt nhằm mục đích thương mại trong buôn bán cá cảnh, và cũng được xem là một loài hải sản.